# Głody
Głody – wieś w Polsce położona w województwie podlaskim, w powiecie siemiatyckim, w gminie Perlejewo.
W latach 1975–1998 miejscowość administracyjnie należała do województwa łomżyńskiego.
Wierni kościoła rzymskokatolickiego należą do parafii św. Jana Chrzciciela w Grannym.

## Historia
Głody powstały jako kolonia wsi Leśniki. Spis podatkowy z roku 1667 wymienia: (Głody, z Głodowy). W tym czasie wieś w posiadaniu rodziny Ossolińskich. 
Inni właściciele:
- druga połowa XVII w. – Maksymilian Oleśnicki, poseł ziemi drohickiej na sejmach elekcyjnych w roku 1669 i 1674, sekretarz wielki koronny, chorąży drohicki
- przełom XVIII i XIX w. – Józef Kajetan Ossoliński, starosta sandomierski, kasztelan podlaski
- 1860 – Wiktor Ossoliński
- Wanda Potocka

Do uwłaszczenia chłopi odpracowywali pańszczyznę w folwarku Kobyla. 
W roku 1900 Głody mierzyły 191 dziesięcin chłopskich. Należały do gminy Skórzec w powiecie bielskim i guberni grodzieńskiej.
W roku 1921 we wsi 13 domów i 101. mieszkańców.

## Współcześnie
Wieś położona nad rzeką Bug. Poza kilkoma gospodarstwami rolniczymi pełni funkcję letniskową. Do wczesnych lat osiemdziesiątych w Głodach, na Bugu, funkcjonował prom. Zmiany koryta rzecznego i rozrost wysp uniemożliwiły dalsze funkcjonowanie przeprawy. 